# 別列濟夫卡 (新普斯科夫區)
49°45′7″N 38°49′53″E / 49.75194°N 38.83139°E
貝雷濟夫卡（烏克蘭語：Березівка）是位於烏克蘭東部的村莊，由盧甘斯克州舊比利斯克區的比洛盧齊克市鎮負責管轄。該村始建於1820年，面積3.13平方公里，海拔高度91米，2001年人口357，人口密度每平方公里114.1人。